# Wächtersbach
Wächtersbach este un oraș din landul Hessa, Germania. Este cunoscut pentru produsele de porțelan produse la fabrica de ceramică Wächtersbach.
1. ↑  Alle politisch selbständigen Gemeinden mit ausgewählten Merkmalen am 31.12.2018 (4. Quartal) (în germană), Statistisches Bundesamt[*], arhivat din original la 10 martie 2019, accesat în 10 martie 2019